# Andrew Overtoom
Andrew Overtoom est un réalisateur, scénariste et animateur américain principalement connu pour son travail pour la série télévisée d'animation Bob l'éponge.

## Filmographie

### Scénariste
- 2003 : My Life with Morrissey
- 2009 : All in the Bunker

### Réalisateur
- 2003 : Real Life with Morrissey
- 2003 : My Life with Morrissey
- 2006 : Bob l'éponge (1 épisode)
- 2008 : Random! Cartoons (1 épisode)
- 2009 : All in the Bunker

### Animateur
- 1999 : Les Castors allumés (1 épisode)
- 2001-2012 : Bob l'éponge (88 épisodes)
- 2004 : Bob l'éponge, le film
- 2005 : Les Griffin (3 épisodes)
- 2005 : L'Incroyable Histoire de Stewie Griffin
- 2007 : Un écureuil chez moi (1 épisode)
- 2007-2008 : Random! Cartoons (3 épisodes)
- 2008 : Ni Hao, Kai-Lan (1 épisode)
- 2008-2009 : Super Bizz (13 épisodes)
- 2009 : All in the Bunker